# Liste der Geotope in Schweinfurt
Diese Liste die Geotope des unterfränkischen Stadt Schweinfurt in Bayern.
Die Liste enthält die amtlichen Bezeichnungen für Namen und Nummern des Bayerischen Landesamt für Umwelt (LfU) sowie deren geographische Lage. Diese Liste ist möglicherweise unvollständig. Im Geotopkataster Bayern sind etwa 3.400 Geotope (Stand März 2020) erfasst. Das LfU sieht einige Geotope nicht für die Veröffentlichung im Internet geeignet. Einige Objekte sind zum Beispiel nicht gefahrlos zugänglich oder dürfen aus anderen Gründen nur eingeschränkt betreten werden.
| Name                                    | Bild           | Geotop ID | Gemeinde / Lage      | Geologische Raumeinheit     | Beschreibung | Fläche m² / Ausdehnung m                                                                   | Geologie   | Aufschlussart      | Wert                    | Schutzstatus | Bemerkung |
| --------------------------------------- | -------------- | --------- | -------------------- | --------------------------- | --- | ------------------------------------------------------------------------------------------ | ---------- | ------------------ | ----------------------- | ------------ | --------- |
| Steinbruch im Höllental bei Schweinfurt | weitere Bilder | 662A001   | Schweinfurt Position | Östliche Fränkische Platten | In diesem alten Steinbruch im Höllental ist ein Profil im obersten Muschelkalk im Niveau der oberen Terebratelbank und dem darüber liegenden Ostracodenton aufgeschlossen. Der Aufschluss ist die Typlokalität des Muschelkrebses Euestheria franconica Reible 1962, der namensgebend für die biostratigraphische Euestheria franconica-Zone ist. | Typ: Typlokalität, tierische Fossilien, Schichtfolge Art: Tonstein, Mergelstein, Kalkstein | Steinbruch | besonders wertvoll | Landschaftsschutzgebiet |              |           |